# Harambee

Wappen Kenias mit dem Wahlspruch „Harambee“

Harambee ist der offizielle Wahlspruch Kenias und bedeutet auf Swahili etwa so viel wie: „Lasst uns alle zusammen an einem Strang ziehen!“.

## Geschichte
Es war Kenias erster Präsident Jomo Kenyatta, der unter diesem Motto eine noch heute wichtige gesellschaftliche Selbsthilfebewegung ins Leben gerufen hat. In seinen Reden rief er immer wieder mit seinem typischen „Haaa-ramm-beiij“ zur Zusammenarbeit auf.
Wenn z. B. in der Presse zu einer Harambee – immer mit einem attraktiven „Ehrengast“ (engl. Guest of honour) – aufgerufen wird, dann wird hier öffentlich Geld für ein bestimmtes Projekt wie eine Schule, ein Auslandsstudium oder ein Kirchenbau gesammelt. Das Bargeld wird nach langem Schlangenstehen in großen Körben gespendet, und die Höhe der einzelnen Spender-Summe wird jeweils laut ausgerufen. Es gibt auch kleine Spiele, mit denen reiche Bürger zu vermehrter Spende angeheizt werden. So werden z. B. ein Junge und ein Mädchen vor die Versammlung gestellt, und man kann auf die beiden Köpfe spenden. Da verhaken sich schnell zwei Parteien, die „ihr“ Kind gerne vorn sehen und die Spendenbeträge immer höher treiben. Zur Freude jeweils des einen Lagers, das jede erneute Spende ihres Wohltäters mit lautem Jubel begrüßt. Der Ehrengast muss immer am meisten spenden. Das meiste Geld sammelt er vorher bei wohlhabenden Freunden oder Firmen ein und greift auch selbst in die Privat-Schatulle. Ehrengast zu sein, ist Pflicht und Ehre zugleich. Bei großen Harambees werden die Summen mit Namensnennung der Spender am nächsten Tag in der Zeitung veröffentlicht. Das dient durchaus der Imagepflege der Spender.
Auch international haben sich eine Reihe von Hilfsorganisationen für Kenia den Namen Harambee gegeben, z. B. in Deutschland und Österreich.
Zudem trägt die kenianische Fußballnationalmannschaft den Spitznamen „Harambee Stars“.